# Nicolas de Neuville
Nicolas de Neuville, né à Blâmont, est un prélat français, évêque de Verdun au XIVe siècle.  

## Biographie
Il est issu de la famille des seigneurs de Neuville-sur-Orne.
Nicolas est élu évêque de Verdun en 1305. Les magistrats de Verdun renouvellent leur ligue avec les bourgeois de Metz et de Toul contre leurs évêques, mais les troupes de Regnaud, évêque de Metz, sont défaites à Frouard et l'évêque de Toul quitte son évêché.
Nicolas de Neuville établit les augustins à Verdun.

## Source
- Nicolas Roussel, Histoire ecclésiastique et civile de Verdun, Paris, 1745.